# Мартин, Патрик
Патрик Генри «Пэт» Мартин (англ. Patrick Henry "Pat" Martin; 19 августа 1923, Луисвилл — 21 апреля 1987, Массена) — американский бобслеист, олимпийский чемпион 1948 года среди экипажей четвёрок.

## Биография
Сотрудник полиции города Массена (штат Нью-Йорк), член бобслейного клуба «Лейк-Плэсид Сноу Бёрдз». Соревновался на Олимпиадах 1948 и 1952 годов, в 1948 году стал чемпионом среди экипажей четвёрок, в 1952 году завоевал серебряные медали среди двоек и четвёрок. Чемпион мира 1949 и 1950 годов в четвёрках, серебряный призёр 1950 (двойки) и 1951 годов (двойки и четвёрки).
Двукратный чемпион Северной Америки среди двоек (1951, 1956), трёхкратный чемпион Северной Америки среди четвёрок (1951, 1953, 1956), трёхкратный чемпион США среди двоек (1955, 1956, 1957) и шестикратный чемпион США среди четвёрок (1940, 1941, 1953, 1954, 1956, 1957). Одну из своих побед в 1940 году одержал в паре с Кэтрин Дьюи — единственной женщиной-чемпионкой по бобслею.